# La Ménagerie de papier
La Ménagerie de papier est un recueil de nouvelles de science-fiction écrites par Ken Liu et publié en français par les éditions Le Bélial' en 2015. Ce recueil n'a pas d'équivalence en langue anglaise, le recueil The Paper Menagerie and Other Stories, paru en mars 2016, ayant un sommaire différent.

## Récompenses littéraires
Le recueil est lauréat du grand prix de l'Imaginaire 2016 dans la catégorie nouvelle étrangère.
La nouvelle qui lui donne son titre a quant à elle remporté le prix Nebula de la meilleure nouvelle courte 2011, le prix Hugo de la meilleure nouvelle courte et le prix World Fantasy de la meilleure nouvelle 2012,,.
Mono No Aware a remporté le prix Hugo de la meilleure nouvelle courte 2013.
Faits pour être ensemble est récompensée par le prix des lecteurs de la revue Bifrost de la meilleure nouvelle étrangère 2014.

## Contenu
- Renaissance, 2015 ((en) Reborn, 2014)
- Avant et après, 2015 ((en) Before and After, 2013)
- Les Algorithmes de l'amour, 2014 ((en) The Algorithms for Love, 2004)Préalablement publiée sous le titre The Algorithms for Love en 2014 dans la revue Galaxies no 28
- Nova verba, mundus novus, 2015 ((en) Nova Verba, Mundus Novus, 2013)
- Faits pour être ensemble, 2014 ((en) The Perfect Match, 2012)Préalablement publiée en 2014 dans la revue Bifrost no 75
- Emily vous répond, 2015 ((en) Ask Emily, 2012)
- Trajectoire, 2014 ((en) Arc, 2012)Préalablement publiée en 2014 dans la revue Fiction no 18
- Le Golem au GMS, 2015 ((en) The MSG Golem, 2013)
- La Peste, 2015 ((en) The Plague, 2013)
- L'Erreur d'un seul bit, 2015 ((en) Single-Bit Error, 2009)
- La Ménagerie de papier, 2013 ((en) The Paper Menagerie, 2011)Préalablement publiée en 2013 dans la revue Fiction no 16
- Le Livre chez diverses espèces, 2015 ((en) The Bookmaking Habits of Select Species, 2012)
- Le Journal intime, 2015 ((en) The Journal, 2013)
- L'Oracle, 2015 ((en) The Oracle, 2013)
- La Plaideuse, 2015 ((en) The Litigatrix, 2013)
- Le Peuple de Pélé, 2015 ((en) The People of Pele, 2012)
- Mono No Aware, 2013 ((en) Mono No Aware, 2012)Préalablement publiée en 2013 dans la revue Galaxies no 25
- La Forme de la pensée, 2015 ((en) The Shape of Thought, 2013)
- Les Vagues, 2015 ((en) The Waves, 2012)

## Éditions
- La Ménagerie de papier, Le Bélial', 2 avril 2015, trad. Pierre-Paul Durastanti, Vincent Foucher, David Creuze, Olivier Girard et Quarante-Deux, 438 p.  (ISBN 978-2-84344-133-2)
- La Ménagerie de papier, Gallimard, coll. « Folio SF » no 586, 5 octobre 2017, trad. Pierre-Paul Durastanti, Vincent Foucher, David Creuze, Olivier Girard et Quarante-Deux, 506 p.  (ISBN 978-2-07-079310-5)